# JEM-EUSO
 (septembre 2024).
La mise en forme du texte ne suit pas les recommandations de Wikipédia : il faut le « wikifier ».
Les points d'amélioration suivants sont les cas les plus fréquents. Le détail des points à revoir est peut-être précisé sur la page de discussion.
- Les titres sont pré-formatés par le logiciel. Ils ne sont ni en capitales, ni en gras.
- Le texte ne doit pas être écrit en capitales (les noms de famille non plus), ni en gras, ni en italique, ni en « petit »…
- Le gras n'est utilisé que pour surligner le titre de l'article dans l'introduction, une seule fois.
- L'italique est rarement utilisé : mots en langue étrangère, titres d'œuvres, noms de bateaux, etc.
- Les citations ne sont pas en italique mais en corps de texte normal. Elles sont entourées par des guillemets français : « et ».
- Les listes à puces sont à éviter, des paragraphes rédigés étant largement préférés. Les tableaux sont à réserver à la présentation de données structurées (résultats, etc.).
- Les appels de note de bas de page (petits chiffres en exposant, introduits par l'outil «  Source ») sont à placer entre la fin de phrase et le point final[comme ça].
- Les liens internes (vers d'autres articles de Wikipédia) sont à choisir avec parcimonie. Créez des liens vers des articles approfondissant le sujet. Les termes génériques sans rapport avec le sujet sont à éviter, ainsi que les répétitions de liens vers un même terme.
- Les liens externes sont à placer uniquement dans une section « Liens externes », à la fin de l'article. Ces liens sont à choisir avec parcimonie suivant les règles définies. Si un lien sert de source à l'article, son insertion dans le texte est à faire par les notes de bas de page.
- La présentation des références doit suivre les conventions bibliographiques. Il est recommandé d'utiliser les modèles {{Ouvrage}}, {{Chapitre}}, {{Article}}, {{Lien web}} et/ou {{Bibliographie}}. Le mode d'édition visuel peut mettre en forme automatiquement les références.
- Insérer une infobox (cadre d'informations à droite) n'est pas obligatoire pour parachever la mise en page.

Pour une aide détaillée, merci de consulter Aide:Wikification.
Si vous pensez que ces points ont été résolus, vous pouvez retirer ce bandeau et améliorer la mise en forme d'un autre article.
JEM-EUSO, acronyme de Joint Exploratory Missions for Extreme Universe Space Observatory, désigne un ensemble de projets d'observatoires spatiaux de rayons cosmiques à ultra haute énergie (> 5x1019 eV).

## Membres
Les missions sont réalisées conjointement par 12 pays membres (Algérie, Allemagne, France, Italie, Japon, Mexique, Pologne, Russie, Slovaquie, Suède, Tchéquie, États-Unis) et 4 pays associés (Corée du Sud, Espagne, Roumanie, Suisse).

## Objectifs
L'origine des rayons cosmiques d'ultra-haute énergie et leur nature sont aujourd'hui inconnues. En développant des observatoires performants, la collaboration JEM-EUSO souhaite obtenir une statistique suffisante pour identifier les sources à partir de l'analyse des directions d'arrivée de ces particules. Mais aussi de déterminer le flux de particules émises par ces mêmes sources.
Par ailleurs, la physique des particules impose une limite à l'énergie maximale que peuvent avoir les rayons cosmiques :  la limite de Greisen-Zatsepin-Kuzmin (ou GZK). Les missions JEM-EUSO proposent de préciser le spectre des particules proche de cette limite.
Plus avant, les missions de la collaboration proposent également d'étudier les  neutrinos à très haute énergie, de découvrir des rayons gamma à très haute énergie et d'étudier de manière statistique les champs magnétiques galactiques et extragalactiques, encore mal connus.

## Histoire
À la fin des années soixante-dix, la NASA lance un appel à projets et idées pour préparer la prochaine décennie dans le secteur de l'astrophysique des hautes énergies. John Linsley propose à cette occasion d'observer les gerbes atmosphériques générées par les rayons cosmiques pénétrant l'atmosphère depuis l'espace. Son projet intitulé SOCRAS (Satellite Observatory of Cosmic Ray Showers) restes malheureusement trop complexe à mettre en place pour l'époque et ne se concrétise pas.
SOCRAS est redécouvert en 1995 par Yoshiuki Takahashi. Ce dernier travaille alors sur des systèmes optiques de taille raisonnables, embarquable en vol. Takahashi contacte Linsley pour lui annoncer la faisabilité de son ancien projet. Ce dernier travaille désormais en Italie. Les deux partis s'associent donc et forment le projet Airwatch qui deviendra plus tard EUSO (Extreme Universe Space Observatory). Parallèlement, les États-Unis élaborent la mission OWL (Orbiting Wide-angle Light-collector) à partir des résultats de Takahashi, mais le projet pourtant sélectionné par la NASA en 1996, ne sera pas développé.
En 2000, l'ESA sélectionne le projet EUSO et prévoit de l'installer sur le module Collumbus de l'ISS. En 2004, le projet passe avec succès la phase A mais, à la suite de problèmes financiers, il sera finalement déprogrammé. Par ailleurs, le crash de la navette spatiale Columbia jeta de nombreuses incertitudes sur de nombreux programmes spatiaux à la même période.
En 2006, les équipes américaines d'OWL et européennes d'EUSO s'associent sous le leaderhip d'Yoshiyuki Takahashi avec pour but d'installer cette fois leur expérience sur le module japonais de l'ISS : JEM. Ils renomment la mission JEM-EUSO pour Extreme Universe Space Observatory onboard Japanese Experiment Module. Le projet commence officiellement à RIKEN en 2006. Sous la supervision de l'agence spatiale japonaise (JAXA), le projet repasse par une phase A où il est significativement amélioré. La collaboration se prépare alors à un lancement pour l'horizon 2016.
Après l'accident nucléaire de Fukushima en 2011, la JAXA doit se restructurer et la mission JEM-EUSO doit être déprogrammée au profit d'autres expériences plus en lien avec la situation.
Malgré ce revers, des prototypes à échelle réduite destinés à mettre au point l'instrument de la mission JEM-EUSO sont assemblés et testés au sol (EUSO-TA, 2013), puis en vol dans le cadre d'une mission aéroportée (EUSO-BALLOON, 2014) lancée par le CNES. Dans le même temps, l'agence spatiale russe ROSCOSMOS propose d'intégrer JEM-EUSO à son programme KLYPVE (acronyme russe de rayon cosmique d'ultra-haute énergie) sous le nom de mission K-EUSO. Cette fois, la Russie propose d'installer le dispositif développé pour la mission JEM-EUSO dans Nauka, le module Russe de l'ISS. À ce stade, JEM-EUSO ne convient plus pour désigner la collaboration mais par souci de visibilité internationale, le nom désignant les chercheurs, les pays et les organisations impliquées doit rester le même. Pour ce faire, JEM, Japanese Experiment Module devient Joint Exploratory Missions.
Par ailleurs, lors du développement de cette collaboration, la mission TUS (Tracking Ultraviolet Setup) lancée par le programme KLYPVE est ajoutée au programme EUSO en 2018. Cette mission désigne le premier dispositif de détection des rayons cosmiques d'ultra-haute énergie placé en orbite en 2016 à bord du satellite Mikhaïl Lomonossov.
Grâce aux résultats encourageants d'EUSO-TA, EUSO-BALLOON, la collaboration perçoit des financements successifs pour améliorer et diversifier ses techniques de détections. D'abord avec EUSO-SPB (SPB : Super Pressure Balloon) en 2017, une version améliorée d'EUSO-BALLOON vole jusqu'à 38 km d'altitude. Puis avec MINI-EUSO, petit détecteur embarqué et installé sur l'ISS en 2019 pour étudier plus précisément le background lumineux généré par la terre ; une étude essentielle avant le déploiement de K-EUSO. Enfin, en 2023, JEM-EUSO concrétise un troisième vol ballon lors de la mission EUSO-SPB2.
La prochaine mission de la collaboration, EUSO-SPB3/PBR, est prévue pour 2027.
Aujourd'hui la collaboration a deux objectifs principaux. D'abord, placer un dispositif de détection de grande taille à bord de l'ISS, ce qui doit être réalisé par la mission K-EUSO. Et parallèlement, elle étudie la possibilité de développer ses propres satellites en élargissant son domaine d'étude, dans le cadre de la mission POEMMA.

## Principe de détection
L'observation des rayons cosmiques se fait traditionnellement depuis des observatoires terrestres, soit en détectant et analysant les gerbes de particules produites par la collision du rayon cosmique avec l'atmosphère terrestre, soit en observant la fluorescence de l'atmosphère générée par le rayon cosmique incident. Pour détecter un nombre d'événements statistiquement significatifs, les observatoires terrestres doivent couvrir une très grande surface (à l'instar de l'Observatoire Pierre Auger d'une superficie de {\displaystyle 3000km^{2}}). JEM-EUSO propose de contourner cette contrainte en observant la fluorescence depuis des observatoires spatiaux. Chaque détecteur embarqué pointant vers le sol possède alors un très grand volume de l'atmosphère dans son champ de vue.

## Missions

### EUSO-TA (2013)

#### Mission
EUSO-TA pour Extreme Universe Space Observatory Telescope Array, est un télescope terrestre installé en 2013  sur le site du Black Rock Mesa Telescope Array (BRM-TA), dans l'Utah. Cette installation est utilisée pour tester la réponse des technologies développées par EUSO à diverses sources lumineuses (rayons cosmiques, lasers, nuages, météores...).

#### Caractéristiques techniques
Le système optique contient deux lentilles de Fresnel de {\displaystyle 1m^{2}} fournissant au télescope un champ de vision de {\displaystyle 10.6^{o}\times 10.6^{o}}. Les rayonnements arrivant sur les lentilles sont focalisés sur le module photo-détecteur (PDM). Sa surface focale est composée de 36 tubes photo-multiplicateurs multi-nœuds Hamamatsu (MAPMT). Et chaque photo-multiplicateur est lui-même formé de 64 pixels/anodes, couverts par des filtres BG3. L'ensemble forme une caméra de 2304 pixels, à comptage de photon unique, orienté vers l'azimut {\displaystyle \sim 307^{o}}. La surface de la caméra est de {\displaystyle 17,3\times 17,3cm^{2}}.
Les MAPMT sont regroupés par groupes de 4 dans des EC (Energetic Cells). Leurs signaux sont reçus par une carte ASIC. La carte découpe le temps en fenêtres appelées GTU pour Gate Time Unit de {\displaystyle 2,5\mu s}. On appelle la GTU la résolution temporelle du télescope. Si deux événements captés par les MAPMT se succèdent à moins d'une GTU, le télescope ne peut pas les différencier.

#### Résultats
En utilisant les déclenchements de BRM-TA, EUSO-TA a pu enregistrer 9 événements correspondant à des rayons cosmiques d'ultra haute énergie au cours de ses cinq premières campagnes d'observation. D'autre part, le dispositif a également prouvé sa capacité à détecter des événements "lents" : étoiles, météores, lumière d'avion de ligne.

### Euso-balloon (2014)

#### Mission
La mission EUSO-BALLOON est une mission en ballon lancée depuis la base de Timmins (Ontario, Canada), par la division ballon du CNES. Ce vol a permis de tester en vol — but de la collaboration JEM-EUSO — les technologies développées lors de l'expérience EUSO-TA.

#### Caractéristiques techniques
Le télescope d'EUSO-Ballon est constitué du même module de détection qu'EUSO-TA.

#### Résultats
EUSO-Balloon est lancé le 25 août 2014. Après avoir atteint une altitude flottante de 38 km, EUSO-Ballon a observé la lumière UV (longue d'onde comprise entre 290 et 500 nm) pendant plus de 5 heures. Une mesure détaillée du nombre de photo-électrons dans différentes conditions atmosphériques et au sol a été réalisée. Grâce à la simulation de la réponse de l'instrument et en supposant des modèles atmosphériques, l'intensité absolue de la lumière diffuse a été estimée. L'instrument a détecté des centaines de traces laser tirés par un hélicoptères volant au-dessous et présentant des caractéristiques similaires à celles des gerbes atmosphériques : ce sont les premières traces laser enregistrées, mesurées à partir d'un détecteur de fluorescence regardant vers le bas de l'atmosphère. La reconstruction de la direction des traces laser a été effectuée. Le vol à l'altitude de 38 km dura cinq heures.

### JEM-EUSO (2015/2020): Déprogrammée.

#### Mission
JEM-EUSO (pour Extreme Universe Space Observatory onboard Japanese Experiment Module) est un projet de mission spatiale permettant de mesurer l'énergie, la direction d'arrivée et la nature de particule primaire formant un rayon cosmique à ultra-haute énergie, depuis l'ISS. Ce télescope spatial devait également chercher des neutrinos ultra-énergétique, des photons et des particules exotiques.
Caractéristique technique
L'instrument JEM-EUSO devait être constitué d'une partie optique, d'un détecteur et de capteurs destinés à analyser le contexte (atmosphère, arrière-plan au sol). L'ensemble devait peser 1 938 kg et consommer environ 1 000 watts lorsqu'il aurait fonctionné de manière active. La partie optique était un télescope doté d'un champ optique de grand-angle (30°) permettant d'observer une vaste surface (environ 1,3 105 km2). Il était constituée de trois lentilles de Fresnel de 2,65 mètres de diamètre qui permettaient d'obtenir le champ optique grand angle avec une résolution angulaire de 0,075°. La surface focale (superficie 4,5 m2) était de forme sphérique (rayon de courbure de 2,5 mètres) et d'un diamètre de 2,3 mètres. Les lentilles devaient-être réalisées en polyméthacrylate de méthyle. Le détecteur était constitué de 5000 tubes photomultiplicateurs de type MAPMT (multi-anode photo-multiplier) à 64 bits comptant les photons individuellement avec une efficacité quantique d'environ 40%.
Déroulement de la mission
L'instrument JEM-EUSO devait finalement être lancé vers 2020 par une fusée japonaise H2-B en tant que charge utile externe d'un cargo spatial HTV. Une fois le vaisseau amarré à la Station spatiale internationale, l'instrument, transporté dans une configuration de stockage, doit être amarré sur un des points de fixation de la palette EF du module japonais. Cette opération est réalisée par un membre d'équipage de la station spatiale à l'aide du bras robotisé Canadarm 2. L'instrument doit fonctionner d'abord trois ans en étant pointé vers le nadir (la Terre) pour permettre la détection de particules ayant une énergie moindre. Cette phase permet de recouper les mesures effectuées avec celles des observatoires terrestres. Dans une phase ultérieure, l'instrument est incliné de 35° pour couvrir une surface plus importante et ainsi permettre la détection d'un nombre de particules à haute énergie statistiquement significatif.

### TUS (2016)

#### Mission
TUS (Tracking Ultraviolet Setup) est une mission satellitaire financée par l'agence spatiale russe ROSCOMOS. L'appareil est placé en orbite le 28 avril 2016 à bord du satellite Lomonosov par la fusée Soyouz 2.1. Il s'agit du premier détecteur orbital destiné à la détection de rayons cosmiques à ultra haute énergie en mesurant la fluorescence et le rendement UV Cherenkov de gerbes atmosphériques.

#### Caractéristiques techniques
Le détecteur TUS se compose de deux parties principales : un miroir-concentrateur d'une surface de {\displaystyle 2m^{2}} et un photodétecteur composé de 256 pixels, situé au foyer du miroir. Le miroir-concentrateur est constitué d'un ensemble de 11 anneaux paraboliques qui focalisent un faisceau parallèle vers un point focal. L'épaisseur du miroir est de 3 cm et sa distance focale est de 1,5 m. Le miroir est découpé en segments hexagonaux d'une diagonale de 63 cm. Les segments sont en plastique de carbone, soutenus par une plaque d'aluminium en nid d'abeille, recouverts d'un film d'aluminium et protégés par une couche de MgF2. La réflectivité de la surface du miroir à la longueur d'onde de 350 nm (moyenne de la fluorescence de l'atmosphère) est de 85%.Le photodétecteur se compose de 16 amas, chacun fait de 16 photomultiplicateurs (PMT). Les PMT sont des R1463 de Hamamatsuavec une cathode multi-alcaline de 13 mm de diamètre. L'efficacité quantique de la cathode des PMT est de 20 % pour une longueur d'onde de 350 nm.
L'exposition géométrique totale en mode EAS (Extended Air Shower) atteint environ {\displaystyle 1550km^{2}sr.yr}.

#### Résultats
La mission TUS a permis d'observer environ 80 000 événements dans son mode principal, tout en explorant des phénomènes exotiques comme les strangelets, les nuclearites (en), et les événements lumineux transitoires (TLE). Grâce à la simulation ESAF, les chercheurs ont pu affiner la sélection d'événements provenant de gerbes atmosphériques, obtenant des résultats clés pour l'étude des rayons cosmiques d'ultra-haute énergie. L'observation de phénomènes atmosphériques comme les TLE et a enrichi la compréhension des processus rapides dans la troposphère et l'ionosphère. De plus, TUS a détecté des météores et étudié les pulsations de l'ovale auroral grâce à ses observations du spectre UV ; confirmant la polyvalence de son système dans des environnements variés.